# With Ribbon
《With Ribbon》是日本的HULOTTE在2011年2月25日發售的戀愛冒險類型成人遊戲。HULOTTE的首部作品，原本預定於2011年1月28日發售。

## 故事
日向翔太郎在上學途中遇到自稱是翔太郎女兒的少女日向遙，但是遙卻沒有關於母親的記憶。翔太郎收留遙3天後因為遙的出現而改變歷史，使得翔太郎沒有和遙的媽媽交往。由於會影響遙的存在，正當兩人為此著急時卻發生時間倒流使得兩人回到初遇的那天。為了不讓遙消失，翔太郎要在這段時間內找到交往對象。

## 角色

### 主要角色
日向翔太郎
本作男主角，刻泉學園2年B組的學生，父親長期在國外工作，目前和母親同住。
穂坂陽奈（聲優：波奈束風景）
翔太郎的青梅竹馬和同學。
（聲優：木阿武莉砂）
1年C組的學生，游泳部的部員。
高見澤沙蘭（聲優：笹野葉月）
高見澤集團的大小姐，3年級學生，學生會的會長。
槇喜屋澄香（聲優：飛沢蘭子）
槇喜屋集團的大小姐，ゆみみ的同學，田徑部的王牌選手。
槇喜屋華澄（聲優：澤田なつ）
澄香的姊姊，3年級學生，學生會的副會長。

### 其他角色
日向遙（聲優：遥そら）
翔太郎的未來女兒，後來轉到翔太郎的班級。沒有關於母親的記憶，由於改變歷史導致性格會不時出現改變。
日向久遠（聲優：小池こころ）
翔太郎的母親。
皆村愛理（聲優：上杉由貴）
翔太郎的同學兼班長。
朝霞美奈子（聲優：上原あみ）
翔太郎的班級老師兼游泳部的顧問。
榎戶正勝（聲優：大石恵三）
翔太郎和陽奈的青梅竹馬和同學。

## 主題曲
片頭曲「Dear」
作曲、編曲：ANZE HIJIRI，作詞、歌：Duca
片尾曲「たからもの」
作曲、編曲：ANZE HIJIRI，作詞、歌：Duca

## 相關商品
書籍
2011年10月31日由HULOTTE發售《With Ribbon Visual Fanbook》。
CD
2010年10月29日由HULOTTE發售歌曲專輯《With Ribbon Maxi Single -Dear-》，收錄片頭曲和片尾曲。

## 外部連結
- HULOTTE （页面存档备份，存于）（日語）
- 官方網站 （页面存档备份，存于）（日語）